# Van 't Hoff-factor
De van-'t-hoff-factor of i-waarde is een maat voor het gedrag van een oplossing ten opzichte van colligatieve eigenschappen, zoals kookpuntsverhoging, vriespuntsverlaging, osmotische druk en dampdruk.
Anders uitgedrukt is de van-'t-hoff-factor de verhouding tussen de actuele concentratie deeltjes (meestal ionen) die in een oplosmiddel wordt gevormd en het aantal mol opgeloste stof. De van-'t-hoff-factor werd genoemd naar de Nederlandse scheikundige Jacobus van 't Hoff. De factor is dimensieloos.

## Concentratie-afhankelijkheid
Voor de meeste niet-elektrolytische deeltjes (zoals niet in water oplosbare verbindingen) is de van-'t-hoff-factor 1. Voor de meeste ionaire verbindingen (voornamelijk oplosbare zouten) is de van-'t-hoff-factor gelijk aan het aantal ionen gevormd per formule-eenheid. Toch zal in werkelijkheid de factor, met toenemende concentratie, kleiner worden. Dit wordt in onderstaande tabel geïllustreerd voor een aantal ionaire verbindingen:
| Elektrolyt  | Theoretische i-waarde     | i voor 0,001 M | i voor 0,01 M | i voor 0,1 M |
| ----------- | ------------------------- | -------------- | ------------- | ------------ |
| NaCl        | 2 (1 Na+ en 1 Cl−)        | 1,97           | 1,94          | 1,87         |
| MgSO4       | 2 (1 Mg2+ en 1 SO42−)     | 1,82           | 1,53          | 1,21         |
| K2SO4       | 3 (2 K+ en 1 SO42−)       | 2,84           | 2,69          | 2,32         |
| K3[Fe(CN)6] | 4 (3 K+ en 1 [Fe(CN)6]3−) | 3,82           | 3,36          | 2,85         |
| glucose     | 1 (geen dissociatie)      | 1,00           | 1,00          | 1,00         |

## Ladings-afhankelijkheid
De i-waarde is, zoals merkbaar in de tabel, afhankelijk van de grootte en lading van de gevormde ionen. Hoe groter de lading, hoe groter de interionaire attractie en hoe meer de i-waarde afwijkt van de theoretische waarde. Door een grotere lading zullen de ionen elkaar meer aantrekken en zelfs opnieuw de oorspronkelijke verbinding vormen. Hierdoor daalt uiteraard het aantal effectief gevormde ionen en dus ook de van-'t-hoff-factor.

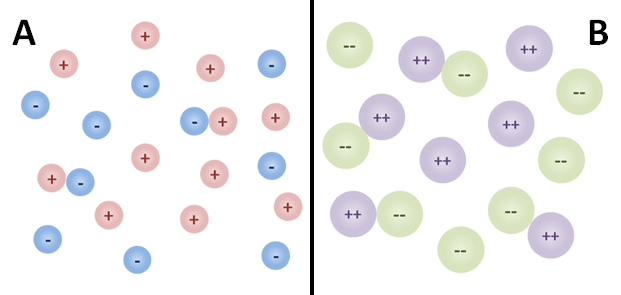
Illustratie van de ladingsafhankelijkheid van de van-'t-hoff-factor. Oplossing A stelt een ionaire oplossing voor met kleine ionen, die een kleine lading hebben. De van-'t-hoff-factor wijkt hier maar weinig af van de theoretische waarde, omdat er weinig nieuwe ionaire verbindingen gevormd worden. De oplossing bestaat dus voornamelijk uit ionen. Oplossing B daarentegen stelt een ionaire oplossing voor met grote ionen, die een grotere lading hebben. De van-'t-hoff-factor wijkt hier veel meer af dan bij oplossing A, daar de groter geladen ionen elkaar terug aantrekken en relatief meer ionbindingen zullen aangaan. De oplossing bestaat dus voor een kleiner gedeelte uit ionen.

## Toepassing
De van-'t-hoff-factor wordt voornamelijk gebruikt bij het berekenen van de osmotische druk, de kookpuntsverhoging en de vriespuntsverlaging.